# Gjumri

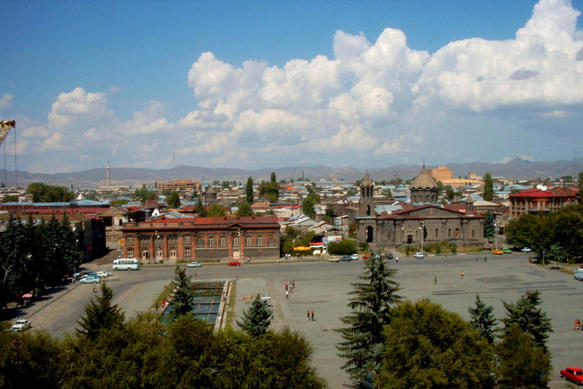
Vy över Gjumri från Vardanantstorget.

Gjumri (armeniska: Գյումրի), tidigare Alexandropol (ryska: Александрополь 1834–1924), Leninakan (ryska: Ленинакан 1924–1990), Kumajri (armeniska: Կումայրի 1990–1992), är en stad i västra Armenien, belägen på floden Achurjan i provinsen Sjirak. Staden hade 147 000 invånare i början av 2008, vilket gör den till Armeniens näst största stad (efter huvudstaden Jerevan). Den är en av landets viktigaste industristäder och är en av de städer som drabbades hårdast av jordbävningen i området i december 1988. 
Bosättningar där staden idag ligger går tillbaka antingen till grekiska kolonisatörer på 400-talet f.Kr. eller till kimmerierna år 720 f.Kr., vilka kan ha varit upphov till stadens äldre namn Kumajri. Den moderna staden grundades av ryssar som Aleksandropol år 1834. Ett ryskt fort anlades på platsen 1837. Staden hette 1924-1990 Leninakan och 1990-1992 Kumajri.
Utanför Gjumri ligger Sjiraks internationella flygplats.

## Sport
- FK Sjirak (fotbollsklubb)

## Bildgalleri

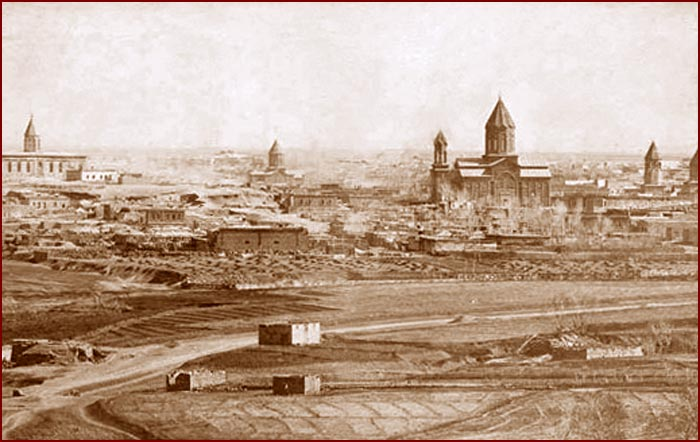
Alexandropol under 1800-talet
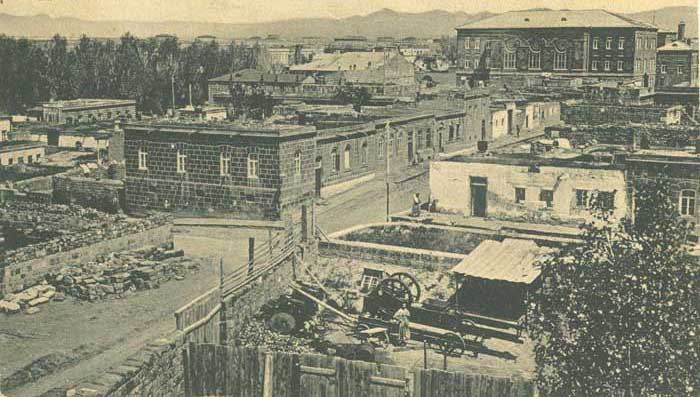
Alexandropol under 1800-talet
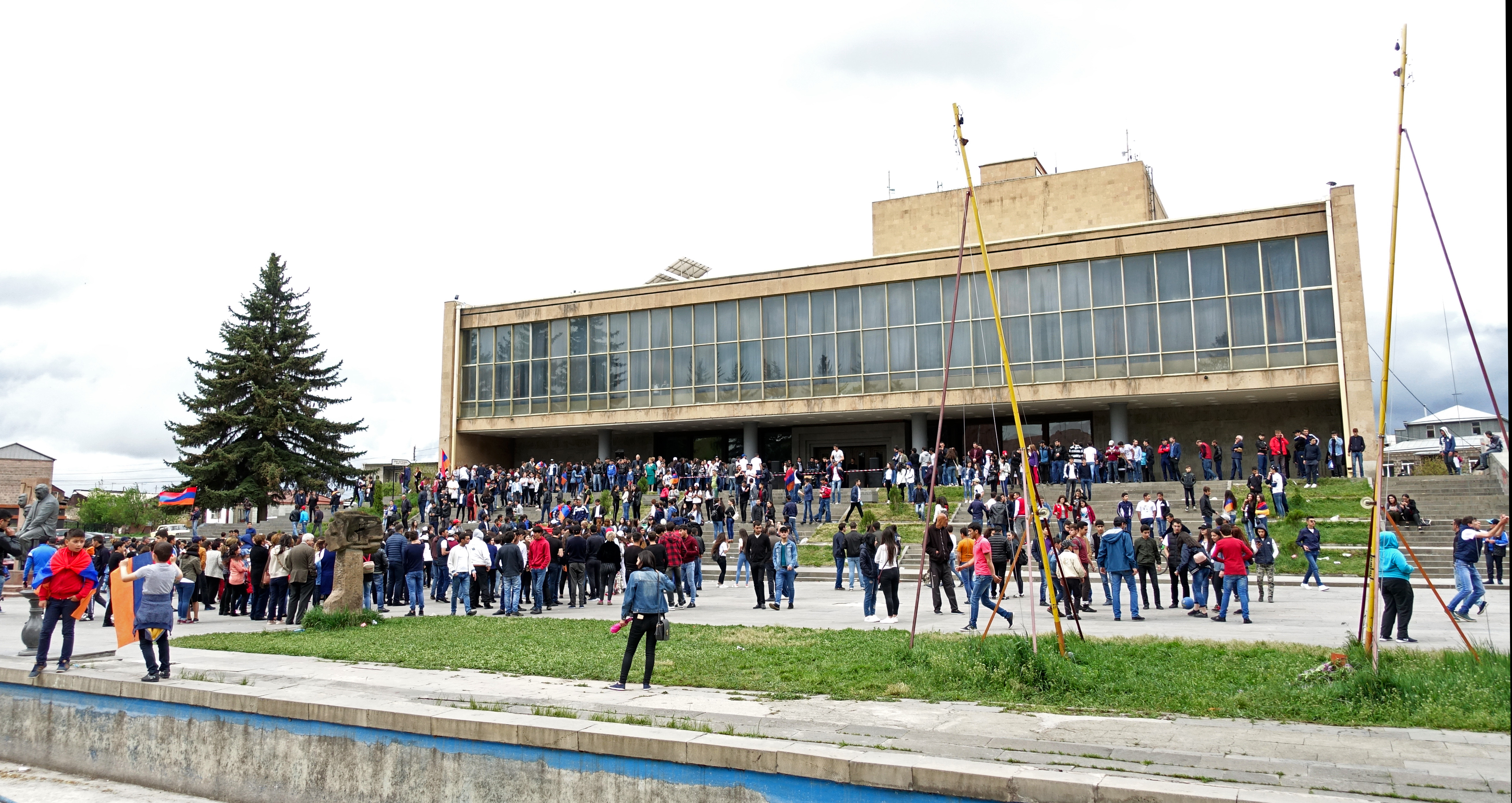
Gjumris dramatiska teater
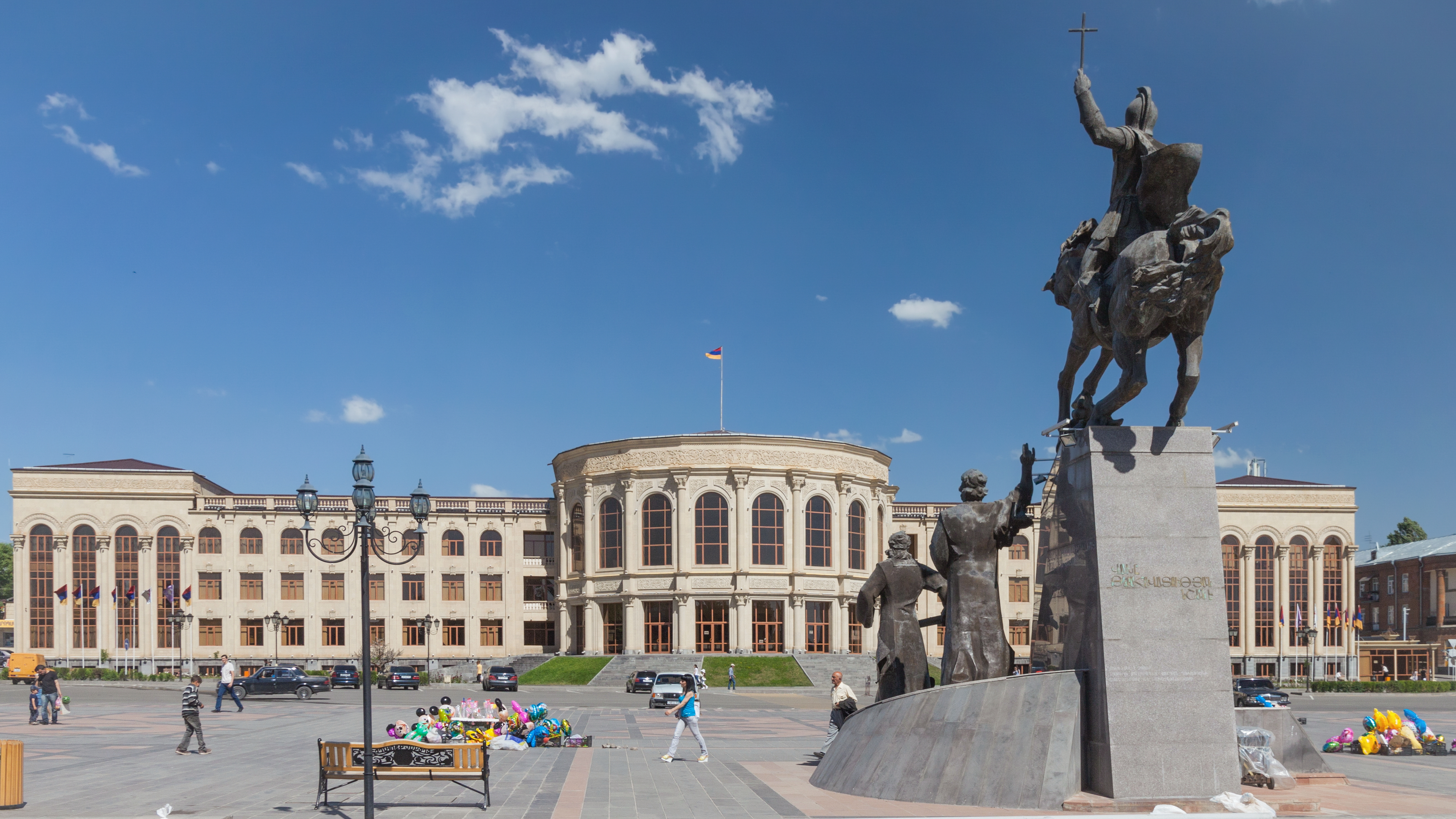
Rådhuset i Gjumri